# 川﨑珠莉
川﨑 珠莉（かわさき じゅり、1994年〈平成6年〉1月11日 - ）は、日本の女優。新潟県出身。吉本興業所属。

## 略歴
2019年のミスiDではセミファイナリストになった。
2022年には「金魚妻」の好演が話題を呼び、よしもと所属タレントの公式プロフィール閲覧数ランキングの2月版で2位に浮上した。

## 人物
特技は日本舞踊飛鳥流(初級)、モダンバレエ、チアダンス(アルビレックス新潟)、ピアノ、書道。好きなアーティストはセックス・ピストルズ、エンニオ・モリコーネだという。

## 出演

### テレビドラマ
- フリンジマン〜愛人の作り方教えます〜（2017年10月8日 ｰ 12月24日、テレビ東京） - 西村加奈 役 (レギュラー）
- 13（2020年8月、東海テレビ） - 香奈 役
- あのコの夢を見たんです。（2020年、テレビ東京） - リエ 役
- オリバーな犬、 (Gosh!!) このヤロウ シーズン2（2022年、NHK）
- 勝利の法廷式 第7話（2023年、読売テレビ・日本テレビ） - 椿沙良 役
- 婚活1000本ノック 第2話（2024年1月24日、フジテレビ）- 加藤みのり 役
- モンスター 第6話（2024年11月18日、関西テレビ・フジテレビ系） - 成田明子 役[3]
- ゴースト・オブ・レディオ〜バチボコ怖い心霊バスツアー〜 ディレクターズカット版（2025年2月16日、WOWOW）[4]

### 映画
- 耳を腐らせるほどの愛（2019年）
- 私をくいとめて（2020年）
- 甘いお酒でうがい（2020年）
- キスカム ! Come on, kiss me（2020年）
- 愛してよ（2005年）

### 配信
- 金魚妻（2022年、Netflix） - 寧々  役（レギュラー）
- 星から来たあなた（2022年、Amazon） - 窪山千春 役
- 失恋めし（2022年、Amazon） - 花屋の店員  役
- 何かおかしい2 第1話（2022年、Paravi） - 河園組スタッフ 役
- ゴースト・オブ・レディオ〜バチボコ怖い心霊バスツアー〜（2024年、Streaming+・PIA LIVE STREAM） - しおり 役[5]

### 舞台
- 火花 Ghost of the Novelist
- 風の音聞こえず、鈴音が落ちる
- お家さん
- 転校生
- THE BAMBI SHOW

### ミュージックビデオ
- BAK 「天才になってみたい人生でした」、「タイムマシン」